# Антимонопольный комитет Украины
Антимонопольный комитет Украины — государственный орган Украины со специальным статусом, целью деятельности которого является обеспечение государственной защиты конкуренции в предпринимательской деятельности.
Антимонопольный комитет Украины и его территориальные отделения являются юридическими лицами, имеют текущие и вкладные счета в учреждениях банков, печати с изображением Государственного герба Украины и своим наименованием.

## Задача
Антимонопольный комитет Украины согласно Закону Украины «Об Антимонопольном комитете Украины» выполняет следующие задачи:
- Осуществляет государственный контроль за соблюдением законодательства о защите экономической конкуренции на принципах равенства субъектов хозяйствования перед законом и приоритета прав потребителей, предотвращает, обнаруживает и пресекает нарушения законодательства о защите экономической конкуренции;
- Контролирует по концентрации, согласовывает действия субъектов хозяйствования и регулирует цены (тарифы) на товары, которые производятся (реализуются) субъектами естественных монополий;
- Способствует развитию добросовестной конкуренции;
- Осуществляет методическое обеспечение применения законодательства о защите экономической конкуренции.

## Правовая основа деятельности
Антимонопольный комитет Украины осуществляет свою деятельность согласно Конституции Украины, законов Украины «О защите экономической конкуренции», «О защите от недобросовестной конкуренции», другими законами и нормативно-правовыми актами, принятыми в соответствии с этими законами. В том случае, если международным договором, согласие на обязательность которого дано Верховной Радой Украины, установлены иные правила, чем те, которые содержатся в законодательстве Украины, то применяются правила международного договора.

## Состав
После даты назначения или освобождения от должности стоит номер соответствующего указа Президента Украины, постановления Верховной Рады Украины или постановления (распоряжения) Кабинета Министров Украины (последние отмечены в примечаниях).
Председатель Антимонопольного комитета Украины
1. Завада Александр Леонидович (1 октября 1992 г., № 2653-XII[2] — 26 июня 2001 г., № 472/2001)
2. Костусев Алексей Алексеевич (26 июня 2001 г., № 473/2001 — 23 мая 2008 г., № 308-VI[3]; 1 апреля 2010 г., № 2005-VI[2] — 16 декабря 2010 г., № 1129/2010)
3. Цушко Василий Петрович (16 декабря 2010 г., № 1130/2010 — 26 марта 2014 г., № 1160-VII[2])
4. Бараш Николай Яковлевич (и.о. 2014—2015)
5. Терентьев Юрий Александрович (19 мая 2015, № 438-VIII[4] — 3 июля 2020, № 748-IX[5])
6. Песчанская Ольга Станиславовна (16 июля 2020, № 801-IX[6] — 5 сентября 2023, № 3372-IX[7])
7. Кириленко Павел Александрович (с 6 сентября 2023, № 3377-IX[8])

Первые заместители Председателя Антимонопольного комитета Украины — государственные уполномоченные
1. Борисенко Зоя Николаевна (23 декабря 1993 г., № 3774-XII[2] — 20 августа 2001 г., № 692/2001)
2. Мельниченко Александр Иванович (20 августа 2001 г., № 681/2001 — 10 сентября 2008 г., № 1197-р[9]; 10 сентября 2008 г., № 1198-р[9] — 23 июня 2010 г., № 1267-р[9])
3. Черненко Сергей Александрович (6 марта 2004 г., № 306/2004 — 22 сентября 2005 г., № 1310/2005)
4. Кравченко Юрий Григорьевич (24 сентября 2005 г., № 1336/2005 — 28 марта 2007 г., № 579[10]; 28 марта 2007 г., № 583[10] — 17 февраля 2012 г., № 119/2012)
5. Лисицкий Николай Фёдорович (5 июля 2010 г., № 1329-р[9] — 15 марта 2011 г., № 301/2011)
6. Кузьмин Рафаэль Измаилович (11 мая 2011 г., № 571/2011 — 2 февраля 2012 г., № 55/2012; 2 февраля 2012 г., № 61/2012 — 1 марта 2014 г., № 95-р[9])
7. Ножник Мария Владимировна (14 июля 2015[11] — 8 июля 2019[12])
8. Пищанская Ольга Станиславовна (2 сентября 2019[13] — 20 июля 2020[14])
9. Музыченко Ольга Валерьевна (с 28 августа 2020[15])

Заместители Председателя Антимонопольного комитета Украины — государственные уполномоченные
1. Мельниченко Александр Иванович (23 декабря 1993 г., № 3774-XII[2] — 20 августа 2001 г., № 680/2001)
2. Супрун Василий Павлович (23 декабря 1993 г., № 3774-XII[2] — 20 августа 2001 г., № 690/2001)
3. Струк Василий Николаевич (25 ноября 2000 г., № 1255/2000 — 20 августа 2001 г., № 693/2001)
4. Черненко Сергей Александрович (29 августа 2001 г., № 745/2001 — 6 марта 2004 г., № 311/2004)
5. Андрушко Анатолий Климович (18 декабря 2001 г., № 1222/2001 — 20 ноября 2003 г., № 1321/2003)
6. Белоусова Ирина Анатольевна (8 октября 2002 г., № 907/2002 — 20 июля 2004 г., № 826/2004)
7. Кравченко Юрий Григорьевич (23 декабря 2003 г., № 1482/2003 — 24 сентября 2005 г., № 1335/2005)
8. Мороз Светлана Михайловна (21 апреля 2004 г., № 459/2004 — 31 марта 2010 г., № 751-р[9])
9. Стефановский Сергей Степанович (16 августа 2004 г., № 909/2004 — 5 июля 2010 г., № 1322-р[9])
10. Лисицкий Николай Фёдорович (28 марта 2007 г., № 582[10] — 5 июля 2010 г., № 1329-р[9])
11. Кузьмин Рафаэль Измаилович (31 марта 2010 г., № 752-р[9] — 11 мая 2011 г., № 560/2011)
12. Чернелевская Елена Леонидовна (5 июля 2010 г., № 1325-р[9] — 27 сентября 2011 г., № 936/2011)
13. Русинский Михаил Прокопьевич (11 мая 2011 г., № 569/2011 — 2 февраля 2012 г., № 57/2012)
14. Колесник Лариса Ивановна (11 мая 2011 г., № 570/2011 — 2 февраля 2012 г., № 56/2012; 2 февраля 2012 г., № 62/2012 — 1 марта 2014 г., № 97-р[9])
15. Влад Фёдор Иванович (24 мая 2012 г., № 346/2012 — 1 марта 2014 г., № 96-р[9])

Государственные уполномоченные Антимонопольного комитета Украины
1. Бурдин Александр Николаевич (23 декабря 1993 г., № 3774-XII[2] — 20 августа 2001 г., № 691/2001)
2. Козлов Вячеслав Александрович (23 декабря 1993 г., № 3774-XII[2] — 20 августа 2001 г., № 694/2001; 20 августа 2001 г., № 695/2001 — 20 июля 2004 г., № 825/2004)
3. Медведев Анатолий Иванович (23 декабря 1993 г., № 3774-XII[2] — 20 августа 2001 г., № 689/2001)
4. Мороз Светлана Михайловна (23 декабря 1993 г., № 3774-XII[2] — 20 августа 2001 г., № 682/2001; 20 августа 2001 г., № 683/2001 — 21 апреля 2004 г., № 458/2004; 5 июля 2010 г., № 1330-р[9] — 2 февраля 2012 г., № 59/2012; с 2 февраля 2012 г., № 63/2012)
5. Пятковский Владимир Дмитриевич (23 декабря 1993 г., № 3774-XII[2] — август 2001 г.?)
6. Струк Василий Николаевич (23 декабря 1993 г., № 3774-XII[2] — Указом Президента Украины от 25 ноября 2000 г. № 1255/2000 назначен заместителем Председателя Антимонопольного комитета Украины — государственным уполномоченным)
7. Труш Виктор Васильевич (23 декабря 1993 г., № 3774-XII[2] — август 2001 г.?)
8. Решетков Дмитрий Николаевич (29 августа 2001 г., № 746/2001 — 26 августа 2005 г., № 1207/2005; 28 марта 2007 г., № 571[10] — 20 июня 2008 г., № 789-р от 4 июня 2008 г.[9])
9. Белоусова Ирина Анатольевна (17 октября 2001 г., № 982/2001 — 8 октября 2002 г., № 901/2002)
10. Потимков Александр Юрьевич (17 октября 2001 г., № 983/2001 — 16 августа 2004 г., № 893/2004)
11. Кравченко Юрий Григорьевич (10 апреля 2002 г., № 330/2002 — 23 декабря 2003 г., № 1481/2003)
12. Стефановский Сергей Степанович (8 октября 2002 г., № 903/2002 — 16 августа 2004 г., № 899/2004; 5 июля 2010 г., № 1326-р[9] — 17 февраля 2012 г., № 120/2012)
13. Лисицкий Николай Федорович, государственный уполномоченный — председатель Киевского городского территориального отделения Антимонопольного комитета Украины (6 марта 2004 г., № 307/2004 — 28 марта 2007 г., № 570[10])
14. Бараш Николай Яковлевич (22 июля 2004 г., № 840/2004 — 1 августа 2011 г., № 790/2011; с 23 февраля 2012 г., № 145/2012)
15. Ляшенко Людмила Федоровна (16 августа 2004 г., № 894/2004 — 7 марта 2007 г., № 382[10])
16. Чернелевская Елена Леонидовна, государственный уполномоченный Антимонопольного комитета Украины (16 августа 2004 г., № 910/2004 — 28 марта 2007 г., № 576[10]; 8 августа 2007 г., № 632-р[9] — 5 июля 2010 г., № 1321-р[9]), государственный уполномоченный — председатель Киевского городского территориального отделения Антимонопольного комитета Украины (28 марта 2007 г., № 576[10] — 8 августа 2007 г., № 632-р[9])
17. Вознюк Александр Владимирович (26 августа 2005 г., № 1208/2005 — 14 февраля 2012 г., № 84/2012)
18. Головчанский Юрий Николаевич (7 марта 2007 г., № 383[10] — 30 июня 2010 г., № 1291-р[9])
19. Шершун Сергей Николаевич (28 января 2009 г., № 91-р[9] — 2 февраля 2012 г., № 60/2012; с 2 февраля 2012 г., № 66/2012)
20. Нетудыхата Сергей Леонидович (1 сентября 2011 г., № 886/2011 — 2 февраля 2012 г., № 58/2012; 2 февраля 2012 г., № 64/2012 — 11 октября 2013 г., № 556/2013)
21. Русинский Михаил Прокопьевич (с 2 февраля 2012 г., № 65/2012)
22. Влад Фёдор Иванович (23 февраля 2012 г., № 144/2012 — 24 мая 2012 г., № 345/2012)
23. Дадиверин Валерий Георгиевич (с 11 октября 2013 г., № 557/2013)

## Областные отделения
- Тернопольское — создано 22 апреля 1994 года. Имеет 3 отдела (2 — исследований и расследований; 1 — общий)[16].